# Lothar Laux
Lothar Laux (* 1944 in Varel) ist ein deutscher Psychologe. Er war Professor für Persönlichkeitspsychologie und Psychologische Diagnostik an der Otto-Friedrich-Universität Bamberg und ist seit 2010 dort emeritierter Professor.

## Leben
Zwischen 1965 und 1971 studierte er Psychologie an der Rheinischen Friedrich-Wilhelms-Universität Bonn. Dann wechselte er an die Johannes Gutenberg-Universität Mainz. 1974 promovierte er hier zum Dr. rer. nat. (Dissertationsthema: Zum Problem der Stressindikatoren). 1978 erfolgte die Habilitation für das Fach Psychologie an der Universität Mainz. Zwischen 1971 und 1979 war er wissenschaftlicher Mitarbeiter am Psychologischen Institut der Universität Mainz und von 1979 bis 1981 befristeter C2 Professor. 1981 erhielt er einen Ruf auf eine Professur für Sportpsychologie an der Ruhr-Universität Bochum. 1982 wechselte er auf einen Lehrstuhl für Persönlichkeitspsychologie und Psychologische Diagnostik an die Otto-Friedrich-Universität Bamberg. 2010 wurde er hier emeritiert und ist seitdem „Emeritus of Excellence“ der Trimberg Research Academy der Universität Bamberg. 

## Werk
Im Bereich der psychologischen Diagnostik ist er im Anschluss an Charles Spielberger durch die Entwicklung mehrerer Stait-Trait-Inventare zur Erfassung von negativer Affektivität (Angst und Depression) und positiver Affektivität (Wohlbefinden, Euthymie) bekannt geworden sowie durch Studien zur Stress- und Emotionsbewältigung. Persönlichkeitspsychologische Forschungsthemen betrafen die Bedeutung von Selbstdarstellung und Selbstinterpretation bei der Emotions- und Stressbewältigung sowie im Führungskontext; dies führte zu dem Thema des Persönlichkeitscoachings, ein Bereich, in dem er auch praktisch tätig ist und der zu einer Förderung der Kreativitäts- und Innovationspotenziale von Führungskräften beitragen soll. Aktuell arbeitet er an dem Thema Kreativität und Innovation mit dem Fokus auf Generative Künstliche Intelligenz.

## Publikationen (Auswahl)
Monografien
- Mit Lisa Gäbelein; Nora-Corina Jacob; Lucas Laux; Anja Postler: Originell und kreativ. Vom göttlichen Funken bis zur Künstlichen Intelligenz. Hogrefe, Bern 2022, ISBN 978-3-456-86111-1.
- Mit M. Hock; R. Bergner-Köther; V. Hodapp; K.-H. Renner: Das State-Trait-Angst-Depressions-Inventar (STADI). Hogrefe, Göttingen 2012.
- Mit Kerstin Riedelbauch: Persönlichkeitscoaching. Acht Schritte zur Führungsidentität. Beltz, Weinheim 2011, ISBN 978-3-621-28009-9.
- Persönlichkeitspsychologie. Grundriss der Psychologie (2. überarbeitete u. erweiterte Auflage). Kohlhammer, Stuttgart 2008, ISBN 978-3170198364.
- Mit A. Schütz: „Wir, die wir gut sind“. Die Selbstdarstellung von Politikern zwischen Glorifizierung und Glaubwürdigkeit. dtv, München 1996, ISBN 3-423-04683-X.
- Mit Hannelore Weber: Emotionsbewältigung und Selbstdarstellung. Kohlhammer, Stuttgart 1993, ISBN  978-3-17-010371-9.
- Mit P. Glanzmann; P. Schaffner; C. D. Spielberger: Das State-Trait-Angstinventar (STAI). Theoretische Grundlagen und Handanweisung. Beltz, Weinheim 1981.

Herausgeberschaften
- Mit B. Schültz; P. Strothmann; C. T. Schmitt: Innovationsorientierte Personalentwicklung. Konzepte, Methoden und Fallbeispiele für die Praxis. Springer Gabler Wiesbaden 2014.

Zeitschriftenartikel/Buchbeiträge
- Mit Karl-Heinz Renner: Persönlichkeitspsychologie. In: Astrid Schütz; M. Brand; M.& S. Steins-Loeber (Hrsg.): Psychologie. Eine Einführung in ihre Grundlagen und Anwendungsfächer (6. Aufl., S. 125–140). Kohlhammer, Stuttgart 2022.
- Mit Hock; R. Bergner-Köther; Volker Hodapp; K.-H. Renner: STADI. State-Trait-Angst-Depressions-Inventar. In K. Geue; B. Strauß; Elmar Brähler (Hrsg.): Diagnostische Verfahren in der Psychotherapie (S. 489–494). Hogrefe, Göttingen 2016.
- Mit K.-H. Renner; M. Hock; R. Bergner-Köther: Differentiating anxiety and depression: the State-Trait Anxiety-Depression Inventory. In: Cognition and Emotion, 2016, S. 1–15.
- Persönlichkeitscoaching: die neu entdeckte Einzigartigkeit. In: K. Lindner; A. Kabus; R. Bergold; H. Schwillus (Hrsg.): Erinnern und Erzählen. Theologische, geistes-, human- und kulturwissenschaftliche Perspektiven (S. 503–514). LitVerlag Hopf, Münster 2013.
- Mit A. Geßner; K.-H. Renner: Personalistic concepts in action: The case of Adolf Hitler. In: New Ideas in Psychology, 2010, 28 (2), 183–190.
- Mit C. Schmitt: Die Ebenbildlichkeit des Menschen mit Gott aus psychologischer Perspektive. In: H. Schmidinger; C. Sedmak (Hrsg.): Topologien des Menschlichen. Der Mensch - ein Abbild Gottes? (S. 223–242). Wissenschaftliche Buchgesellschaft, Darmstadt 2009.
- Mit K. H. Renner; A. Schütz; J. T. Tedeschi: The relationship between self-presentation styles on coping with social stress. In: Anxiety, Stress and Coping: An International Journal, 2004, 17, 1–22.